# UCI World Ranking 2010
El UCI World Ranking 2010 fue la segunda y última edición de la competición ciclista llamada UCI World Ranking.

## Equipos participantes (35)

### Equipos UCI ProTeam (18)
Estos equipos tuvieron la obligación de correr las 16 carreras UCI ProTour (al Lampre-Farnese Vini no le dejaron participar en el Tour Down Under por "incumplimientos administrativos serios") y tenían preferencia para obtener invitación en las Carreras Históricas. A pesar de esa preferencia en carreras Históricas, y debido al alto número de solicitudes para participar en carreras organizadas por ASO (organizador del Tour de Francia), el Milram se quedó fuera de la París-Niza, el Astana de la París-Roubaix y el RadioShack de la Vuelta a España. Además, el Footon-Servetto también se quedó fuera de la mayoría de carreras organizadas por ASO y RCS Sport debido a los motivos de dopaje de su equipo antecesor Saunier Duval y a que este no recurrió al TAS para poder participar en las carreras de RCS Sport tal y como pasó el pasado año; por ello este equipo solo tuvo asegurado su participación en las Grandes Vueltas debido al pacto firmado en el 2008 de invitar a ciertos equipos, siempre y cuando no tuviesen problemas de dopaje en el año anterior (los problemas de la estructura del Footon-Servetto fueron dos años antes). Por su parte el RadioShack renunció a participar en la Tirreno-Adriático y en el Giro de Italia y el Euskaltel-Euskadi y el FDJ en el Giro de Italia.

### Equipos Profesionales Continentales (21)
Estos equipos pertenecieron a la segunda división del ciclismo profesional, pero la mayoría tuvieron acceso para correr las carreras de máximo nivel, es decir, las carreras del UCI World Calendar; pudiendo puntuar además en esta máxima clasificación mundial del UCI World Ranking.
Respecto a los equipos de la pasada temporada entraron el nuevo equipos creado en esa misma temporada del De Rosa-Stac Plastic; los ascendidos Carmiooro-NGC, CCC Polsat Polkowice, Saur-Sojasun (desde la categoría Continental) y Scott-Marcondes César-São José dos Campos (desde la categoría amateur); y los franceses descendidos Cofidis, le Crédit en Ligne y Bbox Bouygues Telecom (7 en total). Por su parte salieron los equipos desaparecidos del Barloworld, Contentpolis-AMPO, Agritubel, Amica Chips-Knauf, ELK Haus y LPR Brakes-Farnese Vini y el descendido PSK Whirlpool-Author (a la Continental) (8 en total).
En esta temporada tras rechazar la solicitud por no cumplir los requisitos del Rock Racing y aprobar las solicitudes dudosas del Xacobeo Galicia y Androni Giocattoli (que después se renombró por Androni Giocattoli-Serramenti PVC Diquigiovanni) fueron estos los equipos seleccionados en este grupo:

#### Con “Wild Card” (17)
Estos equipos recibieron una autorización por parte de la UCI para poder participar en las carreras UCI ProTour por lo que tuvieron acceso para poder ser invitados en las 26 carreras del UCI World Calendar 2010. El equipo BMC Racing Team recibió la autorización por anticipado para poder participar en el Tour Down Under.
| Código UCI | Equipo                              | N.º de carreras del UCI World Calendar en las que participaron |
| ---------- | ----------------------------------- | -------------------------------------------------------------- |
| ASA        | Acqua & Sapone-D'Angelo & Antenucci | 8 (1 ProTour + 7 Históricas)                                   |
| ACA        | Andalucía-CajaSur                   | 4 (3 ProTour + 1 Histórica)                                    |
| AND        | Androni Giocattoli                  | 7 (7 Históricas)                                               |
| BTL        | Bbox Bouygues Telecom               | 14 (5 ProTour + 9 Históricas)                                  |
| BMC        | BMC Racing Team                     | 19 (11 ProTour + 8 Históricas)                                 |
| FLM        | Ceramica Flaminia                   | 0                                                              |
| CMO        | Carmiooro-NGC                       | 2 (2 Históricas)                                               |
| CTT        | Cervélo Test Team                   | 20 (10 ProTour + 10 Históricas)                                |
| COF        | Cofidis, le Crédit en Ligne         | 13 (5 ProTour + 8 Históricas)                                  |
| CSF        | Colnago-CSF Inox                    | 4 (4 Históricas)                                               |
| ISD        | ISD-Neri                            | 3 (3 Históricas)                                               |
| LAN        | Landbouwkrediet                     | 5 (3 ProTour + 2 Históricas)                                   |
| SAU        | Saur-Sojasun                        | 4 (2 ProTour + 2 Históricas)                                   |
| SKS        | Skil-Shimano                        | 9 (7 ProTour + 2 Históricas)                                   |
| TSV        | Topsport Vlaanderen-Mercator        | 6 (4 ProTour + 2 Históricas)                                   |
| VAC        | Vacansoleil Pro Cycling Team        | 10 (8 ProTour + 2 Históricas)                                  |
| XGZ        | Xacobeo Galicia                     | 4 (4 ProTour + 1 Histórica)                                    |

#### Sin “Wild Card” (4)
Estos cuatro equipos no recibieron la autorización por parte de la UCI para poder participar en las carreras ProTour, por lo que solo hubiesen tenido acceso a participar en las carreras denominadas Históricas, siempre y cuando pagasen la cuota del pasaporte biológico, hecho que no ocurrió.
| Código UCI | Equipo                                    | N.º de carreras del UCI World Calendar en las que han participado (solo Históricas) |
| ---------- | ----------------------------------------- | ----------------------------------------------------------------------------------- |
| CCC        | CCC Polsat Polkowice                      | 0 (sin autorización por no tener pasaporte biológico)                               |
| DER        | De Rosa-Stac Plastic                      | 0 (sin autorización por no tener pasaporte biológico)                               |
| SJC        | Scott-Marcondes César-São José dos Campos | 0 (sin autorización por no tener pasaporte biológico)                               |
| VBG        | Vorarlberg-Corratec                       | 0 (sin autorización por no tener pasaporte biológico)                               |

1. ↑  Este equipo fue suspendido por parte de la UCI el 20 de agosto por problemas económicos: Biciciclismo, ed. (24 de agosto de 2010). «El Scott Marcondes brasileño, suspendido por la UCI (Comunicado del equipo)». Consultado el 25 de agosto de 2010. A pesar de ello siguió compitiendo ya como equipo amateur.
2. ↑  Este equipo fue suspendido por parte de la UCI en junio por problemas económicos: Biciciclismo, ed. (12 de junio de 2010). «El Vorarlberg-Corratec, suspendido por la UCI». Consultado el 30 de agosto de 2010. Tras despedir a 6 corredores recuperó su licencia en julio para correr pero ya como equipo Continental: Biciciclismo, ed. (1 de julio de 2010). «El Vorarlberg recupera su licencia y disputará el Tour de Austria». Consultado el 30 de agosto de 2010.cqranking.com (ed.). «Vorarlberg - Corratec (VBG) - CONT-2010». Consultado el 30 de agosto de 2010.

## Carreras UCI World Calendar (26)

### Carreras ProTour (16)
Véase carreras UCI ProTour 2010

### Carreras Históricas (10)
| Fecha                         | Carrera             | Vencedor            | Equipo del vencedor |
| ----------------------------- | ------------------- | ------------------- | ------------------- |
| 7-14 de marzo                 | París-Niza          | Alberto Contador    | Astana              |
| 10-16 de marzo                | Tirreno-Adriático   | Stefano Garzelli    | Acqua & Sapone      |
| 20 de marzo                   | Milán-San Remo      | Óscar Freire        | Rabobank            |
| 11 de abril                   | París-Roubaix       | Fabian Cancellara   | Saxo Bank           |
| 21 de abril                   | Flecha Valona       | Cadel Evans         | BMC Racing          |
| 25 de abril                   | Lieja-Bastoña-Lieja | Aleksandr Vinokúrov | Astana              |
| 8-30 de mayo                  | Giro de Italia      | Ivan Basso          | Liquigas-Doimo      |
| 3-25 de julio                 | Tour de Francia     | Andy Schleck        | Saxo Bank           |
| 28 de agosto-19 de septiembre | Vuelta a España     | Vincenzo Nibali     | Liquigas-Doimo      |
| 16 de octubre                 | Giro de Lombardía   | Philippe Gilbert    | Quick Step          |

## Clasificaciones finales
Estas son las clasificaciones tras la finalización del Giro de Lombardía, última carrera puntuable:

### Clasificación individual
| Posición | Ciclista          | Equipo             | Puntos |
| -------- | ----------------- | ------------------ | ------ |
| 1        | Joaquim Rodríguez | Katusha            | 561    |
| 2        | Philippe Gilbert  | Omega Pharma-Lotto | 437    |
| 3        | Luis León Sánchez | Caisse d'Epargne   | 413    |
| 4        | Cadel Evans       | BMC Racing         | 390    |
| 5        | Vincenzo Nibali   | Liquigas           | 390    |
| 6        | Robert Gesink     | Rabobank           | 379    |
| 7        | Ryder Hesjedal    | Garmin-Transitions | 317    |
| 8        | Samuel Sánchez    | Euskaltel-Euskadi  | 311    |
| 9        | Andy Schleck      | Saxo Bank          | 308    |
| 10       | Tyler Farrar      | Garmin-Transitions | 306    |

- Total de corredores con puntuación: 278
- Desglose de puntos por corredor: Detalle de puntos ganados

### Clasificación por equipos
| Posición | Equipo             | Puntos |
| -------- | ------------------ | ------ |
| 1        | Saxo Bank          | 1.055  |
| 2        | Liquigas           | 1.006  |
| 3        | Rabobank           | 946    |
| 4        | Katusha            | 910    |
| 5        | HTC-Columbia       | 855    |
| 6        | Garmin-Transitions | 849    |
| 7        | Omega Pharma-Lotto | 784    |
| 8        | Astana             | 768    |
| 9        | Caisse d'Epargne   | 721    |
| 10       | BMC Racing         | 661    |

- Total de equipos con puntuación: 32 (los 18 ProTeam y 14 Profesionales Continentales)

### Clasificación por países
| Posición | País           | Puntos |
| -------- | -------------- | ------ |
| 1        | España         | 1.716  |
| 2        | Italia         | 1.201  |
| 3        | Bélgica        | 992    |
| 4        | Australia      | 850    |
| 5        | Estados Unidos | 773    |
| 6        | Países Bajos   | 653    |
| 7        | Alemania       | 551    |
| 8        | Luxemburgo     | 538    |
| 9        | Rusia          | 483    |
| 10       | Noruega        | 441    |

- Total de países con puntuación: 34

## Progreso de las clasificaciones
| Carrera (Vencedor)                             | Clasificación individual | Clasificación por equipos | Clasificación por países |
| ---------------------------------------------- | ------------------------ | ------------------------- | ------------------------ |
| Tour Down Under (André Greipel)                | André Greipel            | HTC-Columbia              | Australia                |
| París-Niza (Alberto Contador)                  | Luis León Sánchez        | Caisse d'Epargne          | España                   |
| Tirreno-Adriático (Stefano Garzelli)           | Astana                   |                           | España                   |
| Milán-San Remo (Óscar Freire)                  | Astana                   |                           | España                   |
| Volta a Cataluña (Joaquim Rodríguez)           | Katusha                  |                           | España                   |
| Gante-Wevelgem (Bernhard Eisel)                | Katusha                  |                           | España                   |
| Tour de Flandes (Fabian Cancellara)            | Katusha                  |                           | España                   |
| Vuelta al País Vasco (Chris Horner)            | Katusha                  |                           | España                   |
| París-Roubaix (Fabian Cancellara)              | Katusha                  |                           | España                   |
| Amstel Gold Race (Philippe Gilbert)            | Katusha                  |                           | España                   |
| Flecha Valona (Cadel Evans)                    | Katusha                  | Cadel Evans               | España                   |
| Lieja-Bastoña-Lieja (Aleksandr Vinokúrov)      | Katusha                  | Aleksandr Vinokúrov       | España                   |
| Tour de Romandía (Simon Špilak)                | Katusha                  |                           | España                   |
| Giro de Italia (Ivan Basso)                    | Katusha                  | Cadel Evans               | España                   |
| Critérium du Dauphiné Libéré (Janez Brajkovič) | Astana                   |                           | España                   |
| Vuelta a Suiza (Fränk Schleck)                 | Astana                   |                           | España                   |
| Tour de Francia (Andy Schleck)                 | Joaquim Rodríguez        | Saxo Bank                 | España                   |
| Clásica de San Sebastián (Luis León Sánchez)   |                          | Saxo Bank                 | España                   |
| Tour de Polonia (Daniel Martin)                |                          | Saxo Bank                 | España                   |
| Vattenfall Cyclassics (Tyler Farrar)           |                          | Saxo Bank                 | España                   |
| G.P. Plouay (Matthew Goss)                     |                          | Saxo Bank                 | España                   |
| Eneco Tour (Tony Martin)                       |                          | Saxo Bank                 | España                   |
| Gran Premio de Quebec (Thomas Voeckler)        |                          | Saxo Bank                 | España                   |
| Gran Premio de Montreal (Robert Gesink)        | Rabobank                 |                           | España                   |
| Vuelta a España (Vincenzo Nibali)              | Saxo Bank                |                           | España                   |
| Giro de Lombardía (Philippe Gilbert)           | Saxo Bank                |                           | España                   |
| Final                                          | Joaquim Rodríguez        | Saxo Bank                 | España                   |